# Walther Binner
Walther Georg Binner (* 28. Januar 1891 in Breslau; † 18. September 1971 in Goddelau, Riedstadt) war ein deutscher Schwimmer und Schwimmsportfunktionär.

## Werdegang
Walther Binner, der 1909 einen Weltrekord über 100 m Freistil aufgestellt hatte, nahm an den Olympischen Sommerspielen 1912 in Stockholm teil. Im Wettkampf über 100 m Freistil schied er jedoch im Vorlauf aus.
Später war er Mitglied des Deutschen Olympischen Ausschusses und Schwimmwart des Deutschen Schwimm-Verbandes. Bei der Gründung der Ligue Européenne de Natation wurde Binner zum Vizepräsidenten gewählt und hatte dieses Amt bis 1934 inne. Am 14. August 1932 wurde Binner als Präsident der Fédération Internationale de Natation gewählt. Bei den Olympischen Sommerspielen 1936 durfte Binner wegen seiner politischen Ansichten nicht teilnehmen und wurde am 16. August in seiner Abwesenheit seines Amtes enthoben. Nach dem Zweiten Weltkrieg war er von 1947 bis 1955 Vorsitzender des Hessischen Schwimm-Verbandes. 1945 war er einer der Mitbegründer der Liberaldemokratischen Partei in Erfurt und Direktor der Landesversicherungsanstalt Thüringen. Später gelang Binner die Flucht in die Bundesrepublik, wo er bis zu seiner Pensionierung als Lehrer in Frankfurt am Main tätig war.